# Колицко
Колицко (мак. Колицко) — село у Північній Македонії, входить до складу общини Куманово Північно-Східного регіону.
Населення — 86 осіб (перепис 2002).